# Heteronotus flavomaculatus
Heteronotus flavomaculatus är en insektsart som beskrevs av Fonseca. Heteronotus flavomaculatus ingår i släktet Heteronotus och familjen hornstritar. Inga underarter finns listade i Catalogue of Life.